# Журавка (Лодзинське воєводство)
Журавка (пол. Żurawka) — село в Польщі, у гміні Біла-Равська Равського повіту Лодзинського воєводства.
Населення — 77 осіб (2011).
У 1975-1998 роках село належало до Скерневицького воєводства.

## Демографія
Демографічна структура станом на 31 березня 2011 року:
|          | Загалом | Допрацездатний вік | Працездатний вік | Постпрацездатний вік |
| -------- | ------- | ------------------ | ---------------- | -------------------- |
| Чоловіки | 38      | 3                  | 32               | 3                    |
| Жінки    | 39      | 5                  | 22               | 12                   |
| Разом    | 77      | 8                  | 54               | 15                   |